# Mateo Núñez Fernández
Mateo Núñez Fernández (fl. 1679-1711) fue un compositor y maestro de capilla español.

## Vida
Parece que era natural de Baeza, aunque Pedro Jiménez Cavallé lo da natural de Castellar de Santiago, pero se desconoce la fecha de su nacimiento o la formación del maestro Mateo Núñez Fernández.
Las primeras noticias que se tienen son de su participación en 1679 en unas oposiciones al magisterio de la Colegiata de Castellar de Santisteban, actualmente en la provincia de Jaén. El maestro de la colegiata, Juan Ruiz, había fallecido en 1678 y el cabildo decidió realizar unas oposiciones para elegir al sucesor. Al año siguiente se realizó el examen, en el que fueron candidatos nada menos que cinco compositores: Antonio de Mora; Alonso de Blas Sandoval, clérigo de órdenes menores y vecino de Granada; Mateo López Gasque, maestro de capilla de Linares; Mateo Núñez, natural y vecino de Baeza; y Tomás Micieces II, vecino de Toledo. Ejerció de juez el que ejercía el magisterio de la Catedral de Baeza, Juan de Quesada. Ganaría Tomás Micieces, hijo de Tomás Micieces I, maestro de capilla de la Catedral de Toledo.
Tras la oposición en Castellar, Núñez fue organista en la iglesia de San Bartolomé de Andújar. Desde donde se trasladó en 1684 a Jerez de la Frontera, para ejercer el magisterio de la Colegiata de San Salvador.
En 1690 se trasladó a Baeza, donde ejerció el magisterio de la Catedral hasta 1709, cuando fue sustituido por Antonio de Cózar. Se desconoce las razones de esta sustitución, pero Núñez siguió en la Catedral como capellán, tal como aparece en las actas capitulares. En 1701, todavía como maestro en Baeza, se presentó a las oposiciones al magisterio de la Catedral de Cádiz, sin éxito, ya que el cargo se concedió a Gaspar de Úbeda, y en 1706 se barajó su nombre para el magisterio de la Catedral de Córdoba, que finalmente sería para Agustín de Contreras.
En 1711 se presentó a las oposiciones al magisterio de la Catedral de Jaén, que había quedado vacante tras el fallecimiento de Pedro de Soto y Jorquera. Entre el 16 y el 22 de septiembre de 1711, Núñez realizó las pruebas junto con Fermín de Arizmendi, Gregorio Portero, Juan Manuel García de la Puente, todos seises de la Catedral de Toledo; Fernando de Quesada, maestro de seises de la Catedral de Jaén que había ido a Madrid a estudiar composición; Carlos Barrero, maestro de seises en la Catedral de Guadix; Andrés González Araujo, maestro de capilla de la Colegiata de Osuna; y Pedro de Arteaga y Valdés, músico de la Catedral de Palencia. Las pruebas fueron duras y los candidatos tuvieron que realizar una composición en 24 horas en base a algunas obras en latín y romance. Ganó Juan Manuel García de la Puente, por lo que Núñez es de suponer que debió regresar a Baeza. Son las últimas noticias que se tienen de él.

## Obra
Escribió diversas lamentaciones y obras polifónicas en forma de motetes.
Se conservan unos recitativos suyos: «Al Santísimo Sacramento / Recetativo  [sic] / hola, hao, ah, pastorcillo / Solo» en la Catedral de Segovia. La obra es un parlamento del creyente dirigido a Cristo, basada en la parábola del Buen Pastor.